# Droga pod Reglami

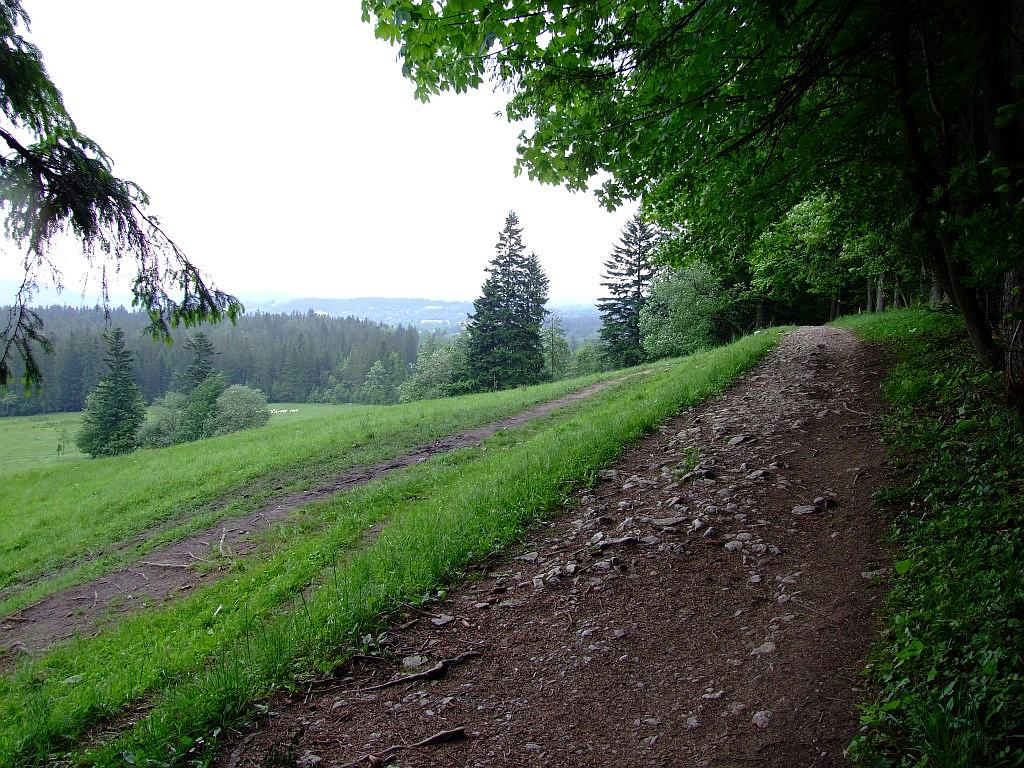
Dolina za Bramką

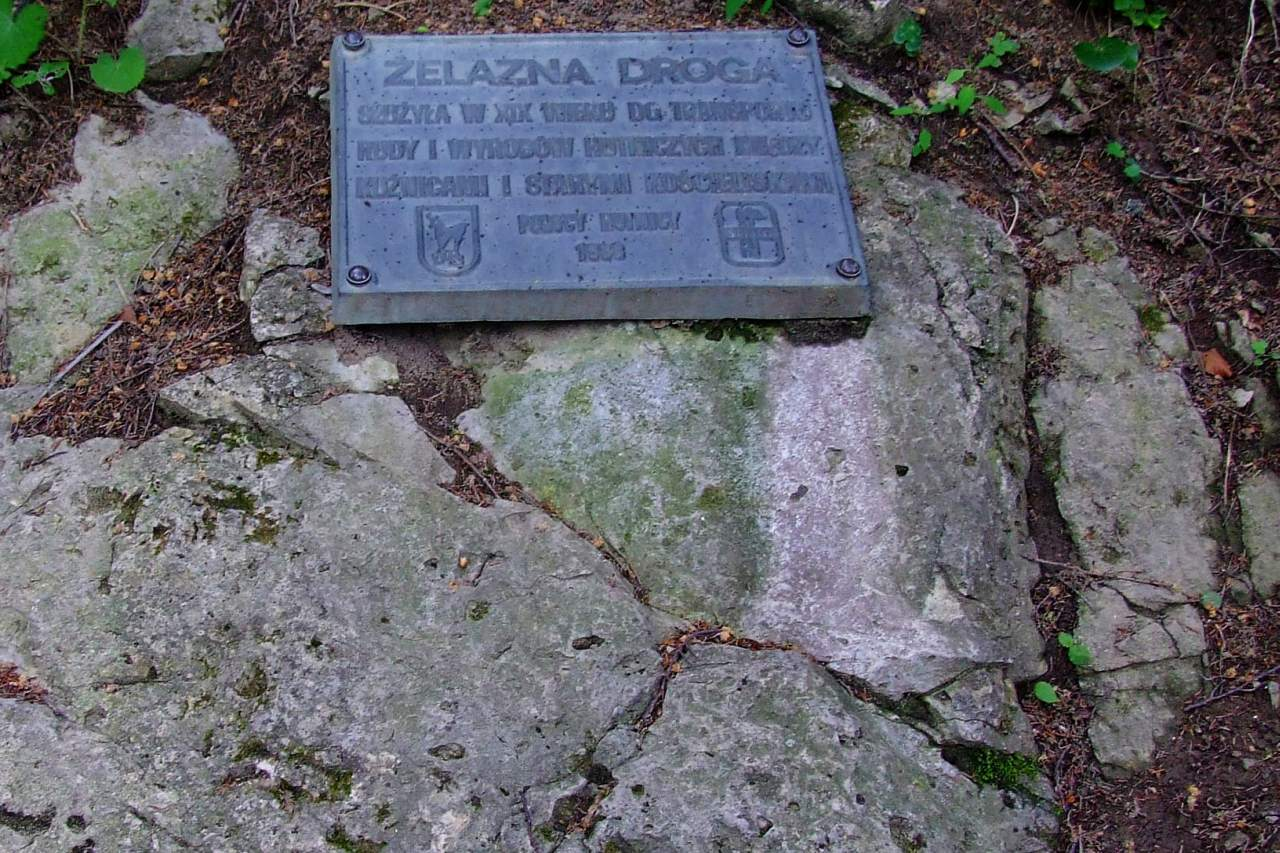
Gedenktafel an den Eisenweg

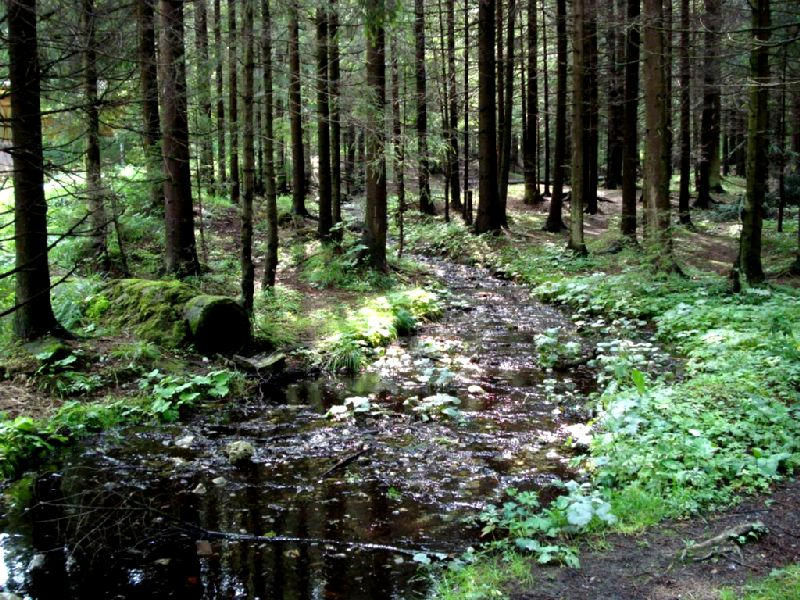
Waldstück des Weges

Droga pod Reglami (deutsch etwa: Weg unter den Riegeln) ist ein Wanderweg, Fahrradweg und im Winter eine Langlaufloipe in der Westtatra in Polen. Als Wanderweg ist er schwarz, als Fahrradweg rot und als Langlaufloipe blau markiert. Er gilt als einfacher Wanderweg. Seine Länge beträgt acht Kilometer. Er liegt auf einer Höhe von 900 bis 940 m. Von dem Weg ergeben sich Ausblicke auf den Gebirgszug der Pogórze Gubałowskie und die westlichen Stadtteile von Zakopane.
Oberhalb des Wegs verläuft parallel der Pfad über den Riegeln.
Ein gleichnamiger Weg, Weg unter den Riegeln, befindet sich auf der polnischen Seite des Riesengebirges.

## Lage und Route
Der Weg beginnt im Zakopaner Stadtteil Kuźnice und führt entlang des Nordrands der Westtatra westwärts ins Tal Dolina Kościeliska. Der Wanderweg liegt innerhalb der Tatra-Nationalparks.

### Verlauf
- Haltestelle „Murowanica“ auf dem Weg nach Kuźnice
- 1,3 km; 20 min – Wielka Krokiew
- 2,0 km; 30 min – Tal Dolina Białego
- 2,5 km – Tal Dolina Spadowiec
- 3,0 km; 45 min – Tal Dolina ku Dziurze
- 3,5 km; 50 min – Tal Dolina Strążyska
- 4,5 km – Suchy Żleb
- 5,0 km; 1:15 h – Tal Dolina za Bramką
- 6,5 km; 1:30 h – Tal Dolina Małej Łąki
- Ortsteil Gronik von Kościelisko
- Ortsteil Nędzówka
- Ortsteil Kiry – Dolina Kościeliska.

## Geschichte
Der Wanderweg wurde seit dem 18. Jahrhundert genutzt, um Eisenerz aus den Tälern der Westtatra in den Zakopaner Stadtteil Kuźnice zu befördern, wo eine große zentrale Eisenhütte und -schmiede gebaut worden ist. Daher wird der Weg auch als Eisenweg (polnisch: Żelazna Droga) bezeichnet.

## Etymologie
Der Name geht auf das Gedicht Na „Żelaznej Drodze“ pod Reglami von Kazimierz Przerwa-Tetmajer zurück, dessen Titel sich als Auf dem Eisenweg unter den Riegeln übersetzen lässt.